# Нугзар Абулашвілі
Нугзар Абулашвілі (груз. ნუგზარ აბულაშვილი; нар. 13 вересня 1973, Джугаані, нині муніципалітет Сігнагі) — грузинський юрист, політик.
У 2001 році закінчив юридичний факультет Тбіліського державного університету імені Івана Джавахішвілі, філія Сігнагі. Вищу освіту здобув у Тбіліському державному університеті за спеціальністю правознавство. У 1996-1999 роках працював інспектором Сігназького товариства мисливців і рибалок. У 2002-2003 роках працював у Сігнагійському бюро Національної асоціації юристів Грузії. З лютого по квітень 2004 року працював головою Джугаанської сільської ради. У 2004-2008 роках був депутатом парламенту Грузії 6-го скликання за партійним списком від виборчого блоку «Національний рух – демократи». У 2008-2012 рр. — депутат парламенту Грузії 7-го скликання, більшість Сігнагі. У різний час був членом Комітету з правових питань, Комітету з питань охорони навколишнього середовища та природних ресурсів, Комітету з аграрних питань.